# Liolaemus thomasi
Espèce
Statut de conservation UICN

 LC  : Préoccupation mineure
Liolaemus thomasi est une espèce de sauriens de la famille des Liolaemidae.

## Répartition et habitat
Cette espèce est endémique de la région de Cuzco au Pérou. Elle vit dans la puna.

## Étymologie
Cette espèce est nommée en l'honneur de Richard Thomas.

## Publication originale
- Laurent, 1998 : New forms of lizards of the subgenus Eulaemus of the genus Liolaemus (Reptilia: Squamata: Tropiduridae) from Peru and Northern Chile. Acta Zoologica Lilloana, vol. 44, no 1, p. 1-26.